# Moussoulens
Moussoulens   est une commune française située dans le nord-ouest du département de l'Aude, en région Occitanie.
Sur le plan historique et culturel, la commune fait partie du Carcassès, un pays centré sur la ville de Carcassonne, entre les prémices du Massif central et les contreforts pyrénéens. Exposée à un climat méditerranéen, elle est drainée par la Rougeanne, le ruisseau de Rounel, le ruisseau du Reboulidou et par divers autres petits cours d'eau. La commune possède un patrimoine naturel remarquable composé de trois zones naturelles d'intérêt écologique, faunistique et floristique.
Moussoulens est une commune rurale qui compte 988 habitants en 2022, après avoir connu une forte hausse de la population depuis 1975. Elle fait partie de l'aire d'attraction de Carcassonne. Ses habitants sont appelés les Moussoulenois ou  Moussoulenoises.

## Géographie

### Localisation
Moussoulens est une commune de l'aire urbaine de Carcassonne située sur la Rougeanne et sur l'ancienne route nationale 629 entre Montolieu et Pezens.

### Communes limitrophes
Moussoulens est limitrophe de six autres communes.
Les communes limitrophes sont  Alzonne, Aragon, Montolieu, Pezens, Sainte-Eulalie et Ventenac-Cabardès.
|                | Montolieu   | Aragon (par un quadripoint) |
| Alzonne        | Moussoulens | Ventenac-Cabardès           |
| Sainte-Eulalie | Pezens      |                             |

### Géologie et relief
La superficie de la commune est de 1 960 hectares ; son altitude varie de 108  à   294 mètres.
Moussoulens se situe en zone de sismicité 2 (sismicité faible).

### Voies de communication et transports
Accès avec les routes départementales D 629 (ancienne route nationale 629), D 38 et D 48.

### Hydrographie
La commune est dans la région hydrographique « Côtiers méditerranéens », au sein du bassin hydrographique Rhône-Méditerranée-Corse. Elle est drainée par la Rougeanne, le ruisseau de Rounel, le ruisseau du Reboulidou, le ruisseau de Font-Vieille, le ruisseau de la Bouriette, le ruisseau de la Bouriette, le ruisseau de la Combe, le ruisseau de la Combe du Cerisier, le ruisseau de Régord et le ruisseau des Caunettes Hautes, qui constituent un réseau hydrographique de 20 km de longueur totale,.
La Rougeanne, d'une longueur totale de 33,5 km, prend sa source dans la commune d'Escoussens et s'écoule vers le sud. Elle traverse la commune et se jette dans le Fresquel à Pezens, après avoir traversé 10 communes.

### Climat
Pour des articles plus généraux, voir Climat de l'Occitanie et Climat de l'Aude.
En 2010, le climat de la commune est de type climat du Bassin du Sud-Ouest, selon une étude s'appuyant sur une série de données couvrant la période 1971-2000. En 2020, Météo-France publie une typologie des climats de la France métropolitaine dans laquelle la commune est exposée à un climat océanique altéré et est dans la région climatique Aquitaine, Gascogne, caractérisée par une pluviométrie abondante au printemps, modérée en automne, un faible ensoleillement au printemps, un été chaud (19,5 °C), des vents faibles, des brouillards fréquents en automne et en hiver et des orages fréquents en été (15 à 20 jours).
Pour la période 1971-2000, la température annuelle moyenne est de 13,6 °C, avec une amplitude thermique annuelle de 15,9 °C. Le cumul annuel moyen de précipitations est de 671 mm, avec 9,1 jours de précipitations en janvier et 4,8 jours en juillet. Pour la période 1991-2020, la température moyenne annuelle observée sur la station météorologique la plus proche, située sur la commune de Ventenac-Cabardès à 5 km à vol d'oiseau, est de 14,4 °C et le cumul annuel moyen de précipitations est de 774,1 mm,. Pour l'avenir, les paramètres climatiques de la commune estimés pour 2050 selon différents scénarios d'émission de gaz à effet de serre sont consultables sur un site dédié publié par Météo-France en novembre 2022.

### Milieux naturels et biodiversité
L’inventaire des zones naturelles d'intérêt écologique, faunistique et floristique (ZNIEFF) a pour objectif de réaliser une couverture des zones les plus intéressantes sur le plan écologique, essentiellement dans la perspective d’améliorer la connaissance du patrimoine naturel national et de fournir aux différents décideurs un outil d’aide à la prise en compte de l’environnement dans l’aménagement du territoire.
Deux ZNIEFF de type 1 sont recensées sur la commune :
la « plaine de la Bitarelle et pech Nègre » (262 ha), couvrant 2 communes du département, et 
les « plaines de Moussoulens et de Montolieu » (1 041 ha), couvrant 4 communes du département
et une ZNIEFF de type 2, : 
les « causses du piémont de la Montagne Noire » (8 830 ha), couvrant 20 communes du département.

Carte des ZNIEFF de type 1 et 2 à Moussoulens.
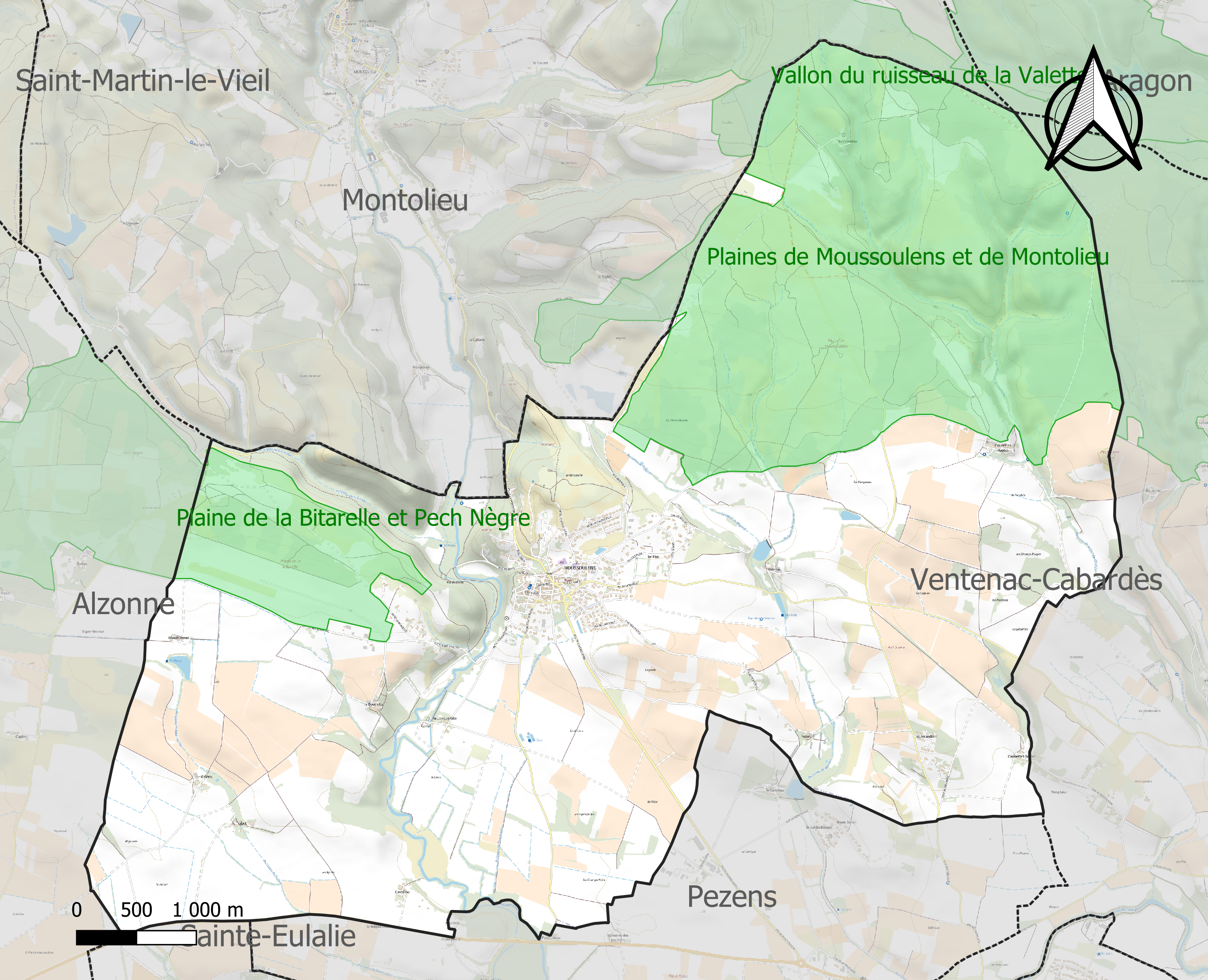
Carte des ZNIEFF de type 1 sur la commune.
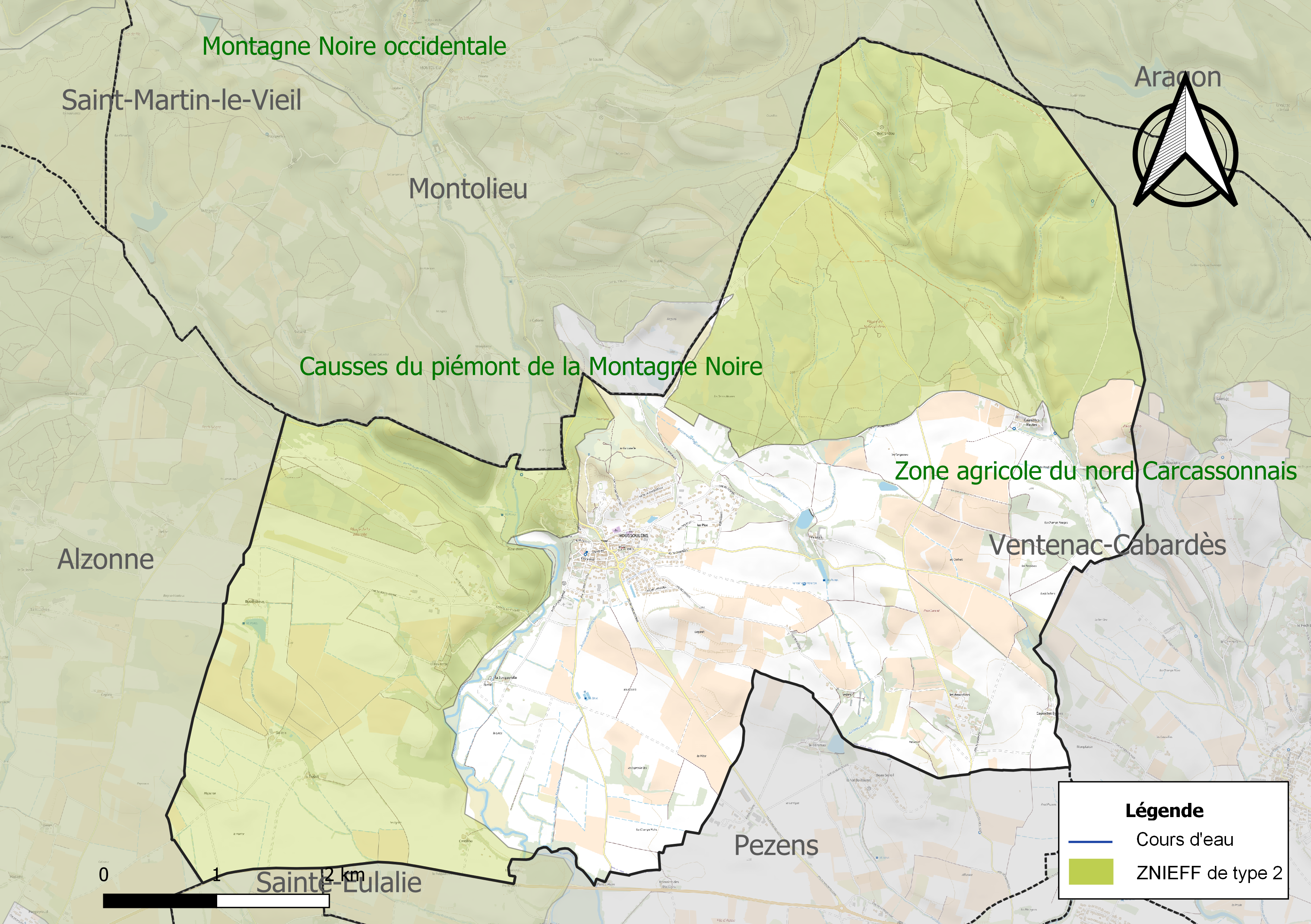
Carte de la ZNIEFF de type 2 sur la commune.

## Urbanisme

### Typologie
Au 1er janvier 2024, Moussoulens est catégorisée commune rurale à habitat dispersé, selon la nouvelle grille communale de densité à 7 niveaux définie par l'Insee en 2022.
Elle est située hors unité urbaine. Par ailleurs la commune fait partie de l'aire d'attraction de Carcassonne, dont elle est une commune de la couronne,. Cette aire, qui regroupe 115 communes, est catégorisée dans les aires de 50 000 à moins de 200 000 habitants,.

### Occupation des sols
L'occupation des sols de la commune, telle qu'elle ressort de la base de données européenne d’occupation biophysique des sols Corine Land Cover (CLC), est marquée par l'importance des territoires agricoles (61,5 % en 2018), en diminution par rapport à 1990 (64 %). La répartition détaillée en 2018 est la suivante : 
cultures permanentes (32,7 %), milieux à végétation arbustive et/ou herbacée (19,1 %), terres arables (14,1 %), forêts (14,1 %), zones agricoles hétérogènes (11,2 %), prairies (3,4 %), zones urbanisées (3,1 %), zones industrielles ou commerciales et réseaux de communication (2 %), mines, décharges et chantiers (0,2 %). L'évolution de l’occupation des sols de la commune et de ses infrastructures peut être observée sur les différentes représentations cartographiques du territoire : la carte de Cassini (XVIIIe siècle), la carte d'état-major (1820-1866) et les cartes ou photos aériennes de l'IGN pour la période actuelle (1950 à aujourd'hui).

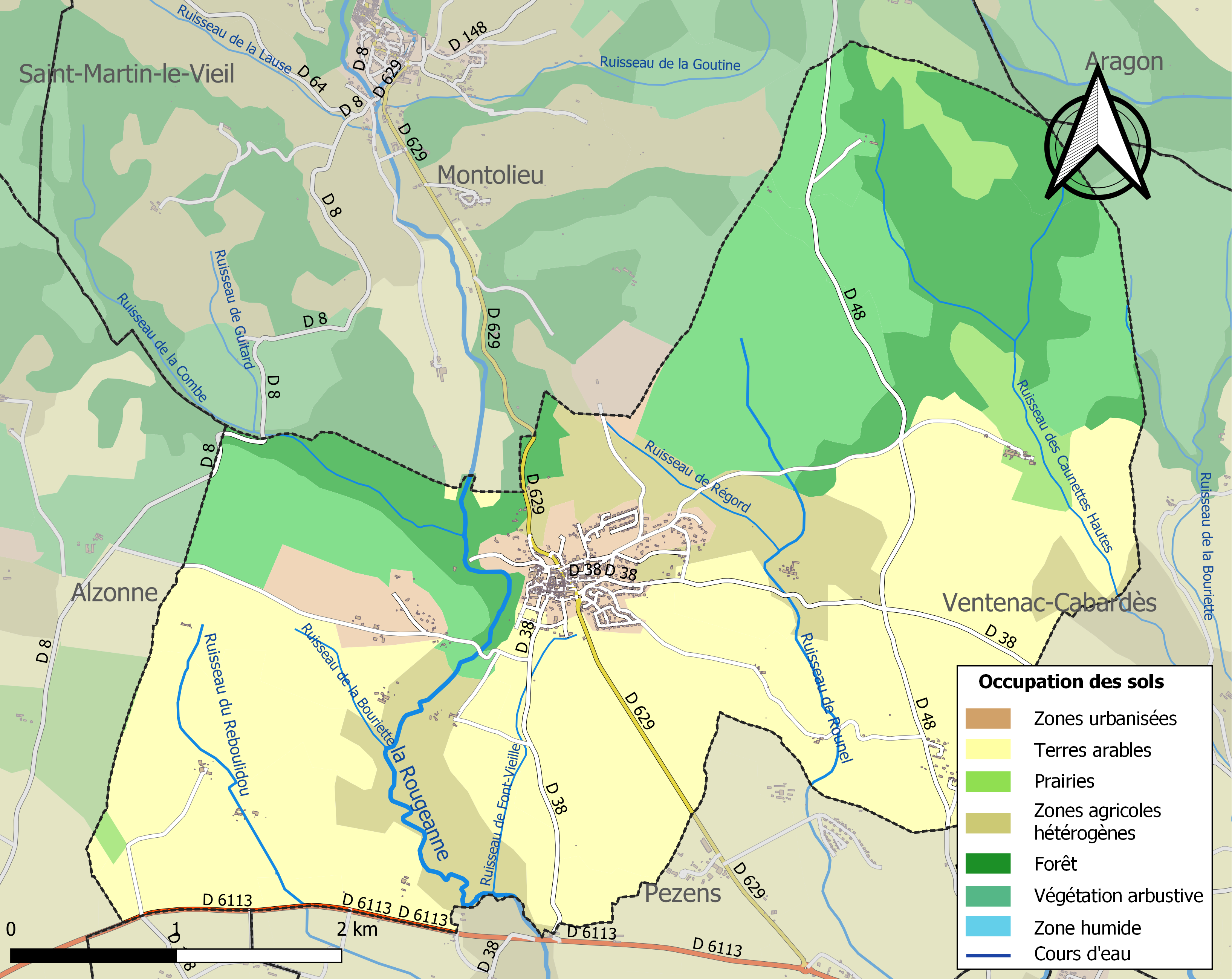
Carte des infrastructures et de l'occupation des sols de la commune en 2018 (CLC).

### Risques majeurs
Le territoire de la commune de Moussoulens est vulnérable à différents aléas naturels : météorologiques (tempête, orage, neige, grand froid, canicule ou sécheresse), feux de forêts et séisme (sismicité très faible). Il est également exposé à un risque technologique, la rupture d'un barrage. Un site publié par le BRGM permet d'évaluer simplement et rapidement les risques d'un bien localisé soit par son adresse soit par le numéro de sa parcelle.

#### Risques naturels

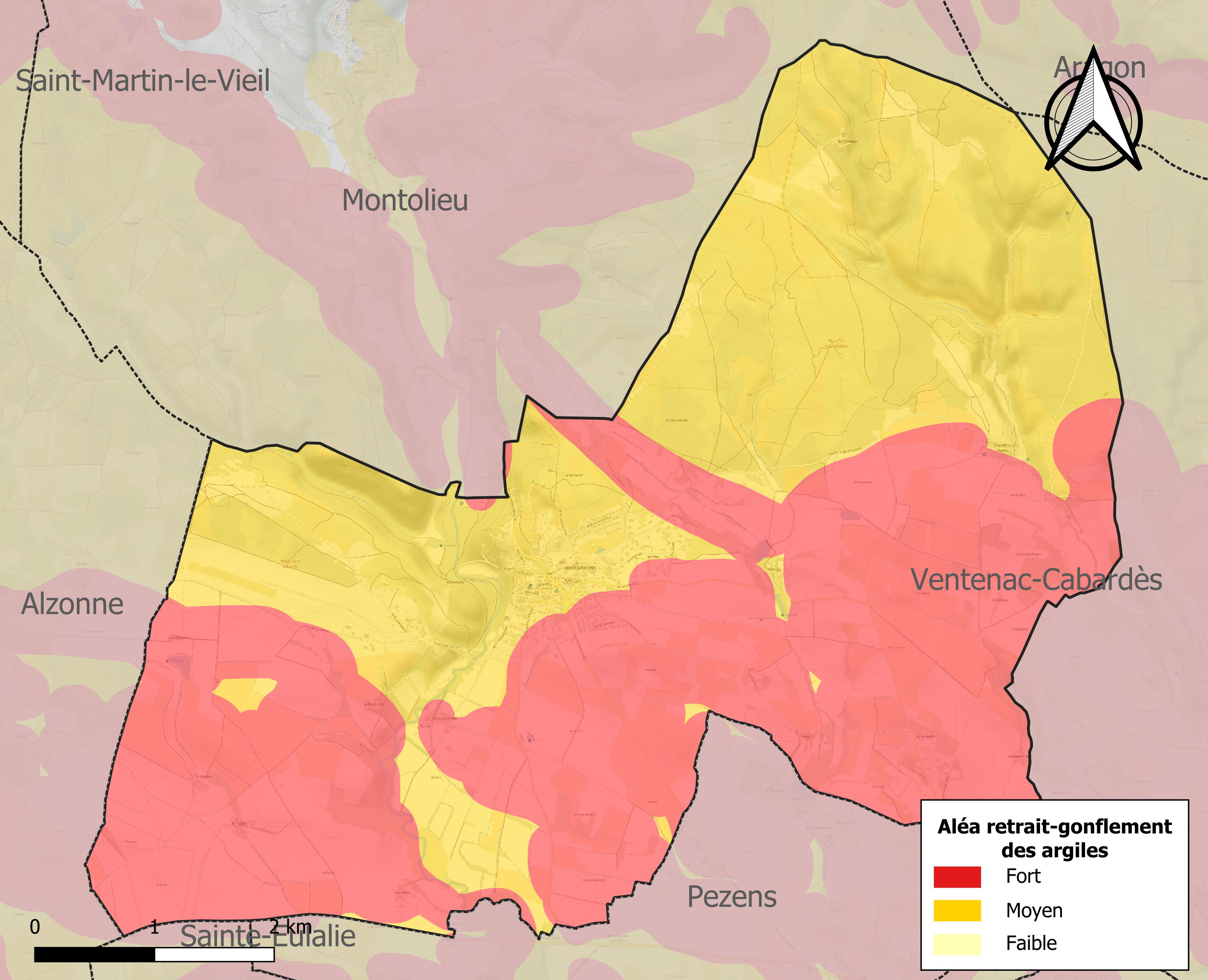
Carte des zones d'aléa retrait-gonflement des sols argileux de Moussoulens.

Le retrait-gonflement des sols argileux est susceptible d'engendrer des dommages importants aux bâtiments en cas d’alternance de périodes de sécheresse et de pluie. La totalité de la commune est en aléa moyen ou fort (75,2 % au niveau départemental et 48,5 % au niveau national). Sur les 483 bâtiments dénombrés sur la commune en 2019, 483 sont en aléa moyen ou fort, soit 100 %, à comparer aux 94 % au niveau départemental et 54 % au niveau national. Une cartographie de l'exposition du territoire national au retrait gonflement des sols argileux est disponible sur le site du BRGM,.

#### Risques technologiques
La commune est en outre située en aval du barrage de Laprade, de classe A, mis en eau en 1984, d’une hauteur de 30,9 mètres et retenant un volume de 8,8 millions de mètres cubes. À ce titre elle est susceptible d’être touchée par l’onde de submersion consécutive à la rupture de cet ouvrage.

## Histoire
Moussoulens a absorbé Caunettes-les-Moussoulens entre 1790 et 1794.

## Politique et administration

### Administration municipale
Le nombre d'habitants au recensement de 2011 étant compris entre 500 et 1 499 habitants, le nombre de membres du conseil municipal pour l'élection de 2014 est de quinze,.

### Rattachements administratifs et électoraux
Commune faisant partie de Carcassonne Agglo et du canton Montréal.

### Liste des maires
| Période                                  | Période   | Identité         | Étiquette     | Qualité |
| ---------------------------------------- | --------- | ---------------- | ------------- | --- |
| 1972                                     | 1977      |                  |               | |
| 1977                                     | juin 2009 | Michel Escande   | PS            | Technicien agricole Conseiller général du canton d'Alzonne (1998→2009) Président de la Communauté de communes Cabardès-Canal du Midi (2001→2009) |
| 2009                                     | mai 2018  | Jacques Carriqui | PS            | |
| juillet 2018                             | en cours  | Gérard Vallier   | Divers Gauche | |
| Les données manquantes sont à compléter. |           |                  |               | |

## Population et société

### Démographie
L'évolution du nombre d'habitants est connue à travers les recensements de la population effectués dans la commune depuis 1793. Pour les communes de moins de 10 000 habitants, une enquête de recensement portant sur toute la population est réalisée tous les cinq ans, les populations de référence des années intermédiaires étant quant à elles estimées par interpolation ou extrapolation. Pour la commune, le premier recensement exhaustif entrant dans le cadre du nouveau dispositif a été réalisé en 2004.

En 2022, la commune comptait 988 habitants, en évolution de −3,52 % par rapport à 2016 (Aude : +2,65 %, France hors Mayotte : +2,11 %).
| 1793 | 1800 | 1806 | 1821 | 1831 | 1836 | 1841 | 1846 | 1851 |
| ---- | ---- | ---- | ---- | ---- | ---- | ---- | ---- | ---- |
| 436  | 484  | 553  | 520  | 539  | 566  | 531  | 537  | 535  |

| 1856 | 1861 | 1866 | 1872 | 1876 | 1881 | 1886 | 1891 | 1896 |
| ---- | ---- | ---- | ---- | ---- | ---- | ---- | ---- | ---- |
| 562  | 450  | 419  | 395  | 480  | 510  | 502  | 488  | 532  |

| 1901 | 1906 | 1911 | 1921 | 1926 | 1931 | 1936 | 1946 | 1954 |
| ---- | ---- | ---- | ---- | ---- | ---- | ---- | ---- | ---- |
| 540  | 536  | 544  | 495  | 511  | 515  | 515  | 473  | 451  |

| 1962 | 1968 | 1975 | 1982 | 1990 | 1999 | 2004 | 2006 | 2009 |
| ---- | ---- | ---- | ---- | ---- | ---- | ---- | ---- | ---- |
| 467  | 519  | 498  | 546  | 613  | 710  | 784  | 843  | 925  |

| 2014  | 2019  | 2022 | - | - | - | - | - | - |
| ----- | ----- | ---- | - | - | - | - | - | - |
| 1 013 | 1 005 | 988  | - | - | - | - | - | - |

| selon la population municipale des années : | 1968 | 1975 | 1982 | 1990 | 1999 | 2006 | 2009 | 2013 |
| Rang de la commune dans le département      | 105  | 101  | 90   | 94   | 89   | 78   | 76   | 77   |
| Nombre de communes du département           | 439  | 436  | 435  | 437  | 438  | 438  | 438  | 438  |

## Économie

### Revenus
En 2018  (données Insee publiées en septembre 2021), la commune compte 420 ménages fiscaux, regroupant 992 personnes. La médiane du revenu disponible par unité de consommation est de 20 370 € (19 240 € dans le département).

### Emploi
| Division       | 2008   | 2013   | 2018   |
| -------------- | ------ | ------ | ------ |
| Commune        | 9,7 %  | 9,8 %  | 5,9 %  |
| Département    | 10,2 % | 12,8 % | 12,6 % |
| France entière | 8,3 %  | 10 %   | 10 %   |

En 2018, la population âgée de 15 à 64 ans s'élève à 628 personnes, parmi lesquelles on compte 74,4 % d'actifs (68,4 % ayant un emploi et 5,9 % de chômeurs) et 25,6 % d'inactifs,. En  2018, le taux de chômage communal (au sens du recensement) des 15-64 ans est inférieur à celui de la France et du département, alors qu'en 2008 il était supérieur à celui de la France.
La commune fait partie de la couronne de l'aire d'attraction de Carcassonne, du fait qu'au moins 15 % des actifs travaillent dans le pôle,. Elle compte 70 emplois en 2018, contre 108 en 2013 et 106 en 2008. Le nombre d'actifs ayant un emploi résidant dans la commune est de 437, soit un indicateur de concentration d'emploi de 16,1 % et un taux d'activité parmi les 15 ans ou plus de 57,5 %.
Sur ces 437 actifs de 15 ans ou plus ayant un emploi, 57 travaillent dans la commune, soit 13 % des habitants. Pour se rendre au travail, 91,2 % des habitants utilisent un véhicule personnel ou de fonction à quatre roues, 0,7 % les transports en commun, 4,7 % s'y rendent en deux-roues, à vélo ou à pied et 3,5 % n'ont pas besoin de transport (travail au domicile).

### Activités hors agriculture

#### Secteurs d'activités
40 établissements sont implantés  à Moussoulens au 31 décembre 2019. Le tableau ci-dessous en détaille le nombre par secteur d'activité et compare les ratios avec ceux du département,.
| Secteur d'activité                                                                                        | Commune | Commune | Département |
| Secteur d'activité                                                                                        | Nombre  | %       | %           |
| --- | ------- | ------- | ----------- |
| Ensemble                                                                                                  | 40      | 100 %   | (100 %)     |
| Industrie manufacturière, industries extractives et autres                                                | 3       | 7,5 %   | (8,8 %)     |
| Construction                                                                                              | 7       | 17,5 %  | (14 %)      |
| Commerce de gros et de détail, transports, hébergement et restauration                                    | 15      | 37,5 %  | (32,3 %)    |
| Information et communication                                                                              | 1       | 2,5 %   | (1,6 %)     |
| Activités financières et d'assurance                                                                      | 1       | 2,5 %   | (2,7 %)     |
| Activités immobilières                                                                                    | 2       | 5 %     | (5,2 %)     |
| Activités spécialisées, scientifiques et techniques et activités de services administratifs et de soutien | 6       | 15 %    | (13,3 %)    |
| Administration publique, enseignement, santé humaine et action sociale                                    | 3       | 7,5 %   | (13,2 %)    |
| Autres activités de services                                                                              | 2       | 5 %     | (8,8 %)     |

Le secteur du commerce de gros et de détail, des transports, de l'hébergement et de la restauration est prépondérant sur la commune puisqu'il représente 37,5 % du nombre total d'établissements de la commune (15 sur les 40 entreprises implantées  à Moussoulens), contre 32,3 % au niveau départemental.

#### Entreprises
L' entreprise ayant son siège social sur le territoire communal qui génère le plus de chiffre d'affaires en 2020 est : 
- Simon Ingenierie Conseils - SIC, conseil pour les affaires et autres conseils de gestion (59 k€)

Viticulture, lieux de production de l'AOC Cabardès.

### Agriculture
La commune est dans la « Région viticole » de l'Aude, une petite région agricole occupant une grande partie centrale du département, également dénommée localement « Corbeilles Minervois et Carcasses-Limouxin ». En 2020, l'orientation technico-économique de l'agriculture  sur la commune est la viticulture.
|               | 1988 | 2000 | 2010 | 2020 |
| ------------- | ---- | ---- | ---- | ---- |
| Exploitations | 29   | 19   | 12   | 16   |
| SAU (ha)      | 741  | 530  | 635  | 898  |

Le nombre d'exploitations agricoles en activité et ayant leur siège dans la commune est passé de 29 lors du recensement agricole de 1988  à 19 en 2000 puis à 12 en 2010 et enfin à 16 en 2020, soit une baisse de 45 % en 32 ans. Le même mouvement est observé à l'échelle du département qui a perdu pendant cette période 60 % de ses exploitations,. La surface agricole utilisée sur la commune a également diminué, passant de 741 ha en 1988 à 898 ha en 2020. Parallèlement la surface agricole utilisée moyenne par exploitation a augmenté, passant de 26 à 56 ha.

### Enseignement
Moussoulens fait partie de l'académie de Montpellier.

### Manifestations culturelles et festivités
Marché aux truffes et produits du terroir.
Plein  Air Artistique par association Bazar Des Beaux Arts 

### Sports
Football, pêche.

## Culture locale et patrimoine

### Lieux et monuments

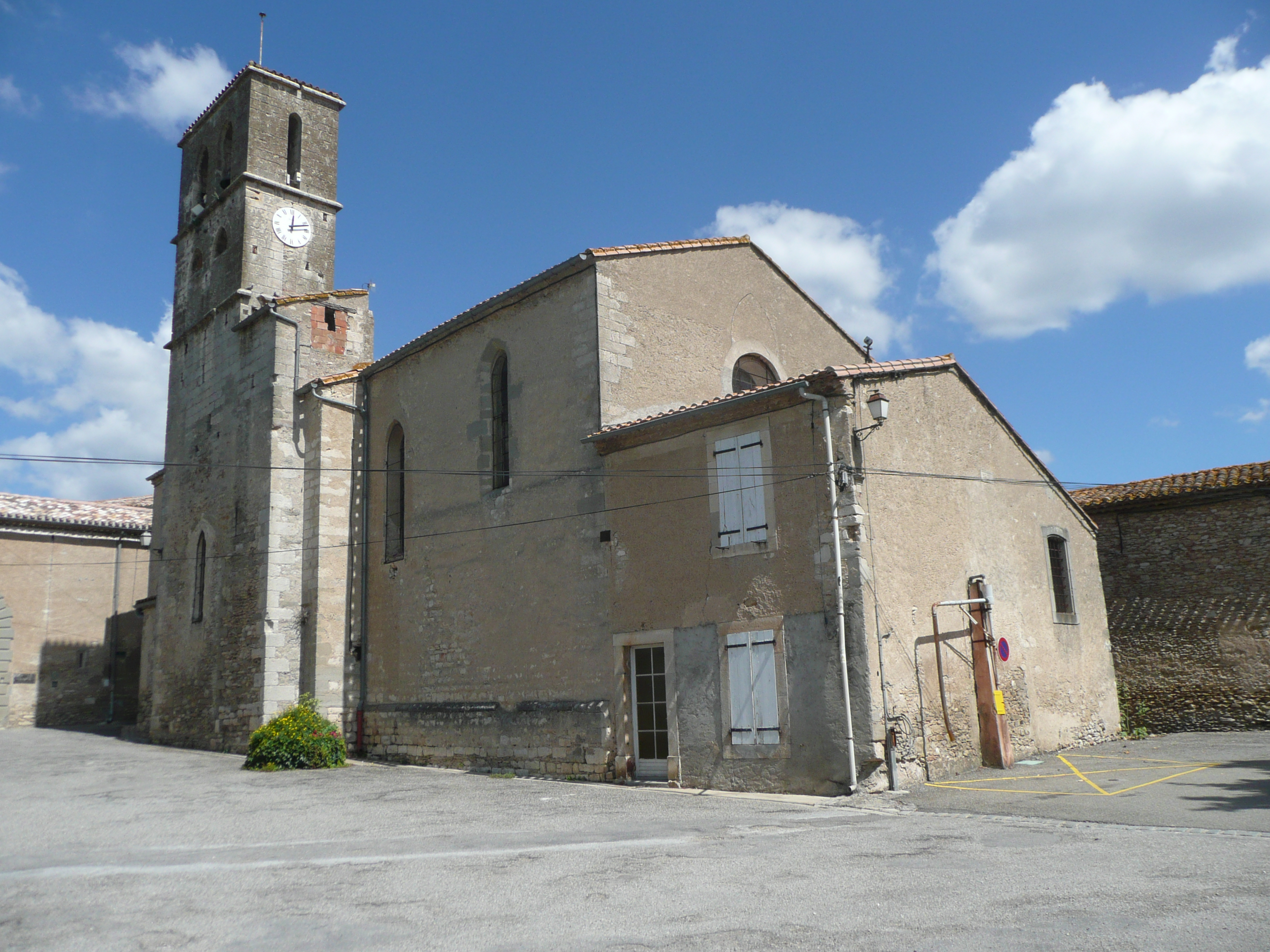
Église Saint-Martin.
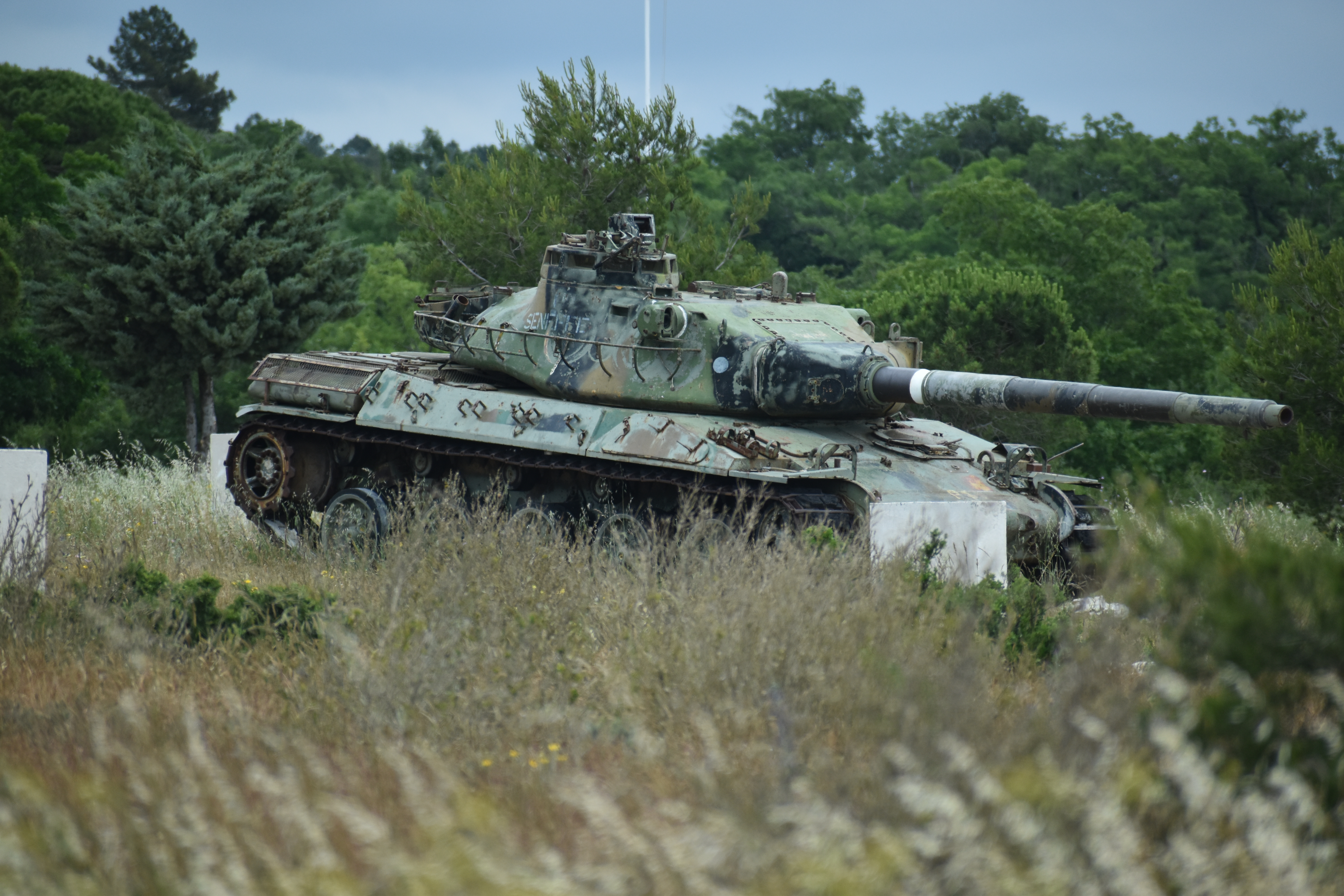
Un char AMX-30 retiré du service dans le camp d’entraînement militaire de Bertrandou en 2020.
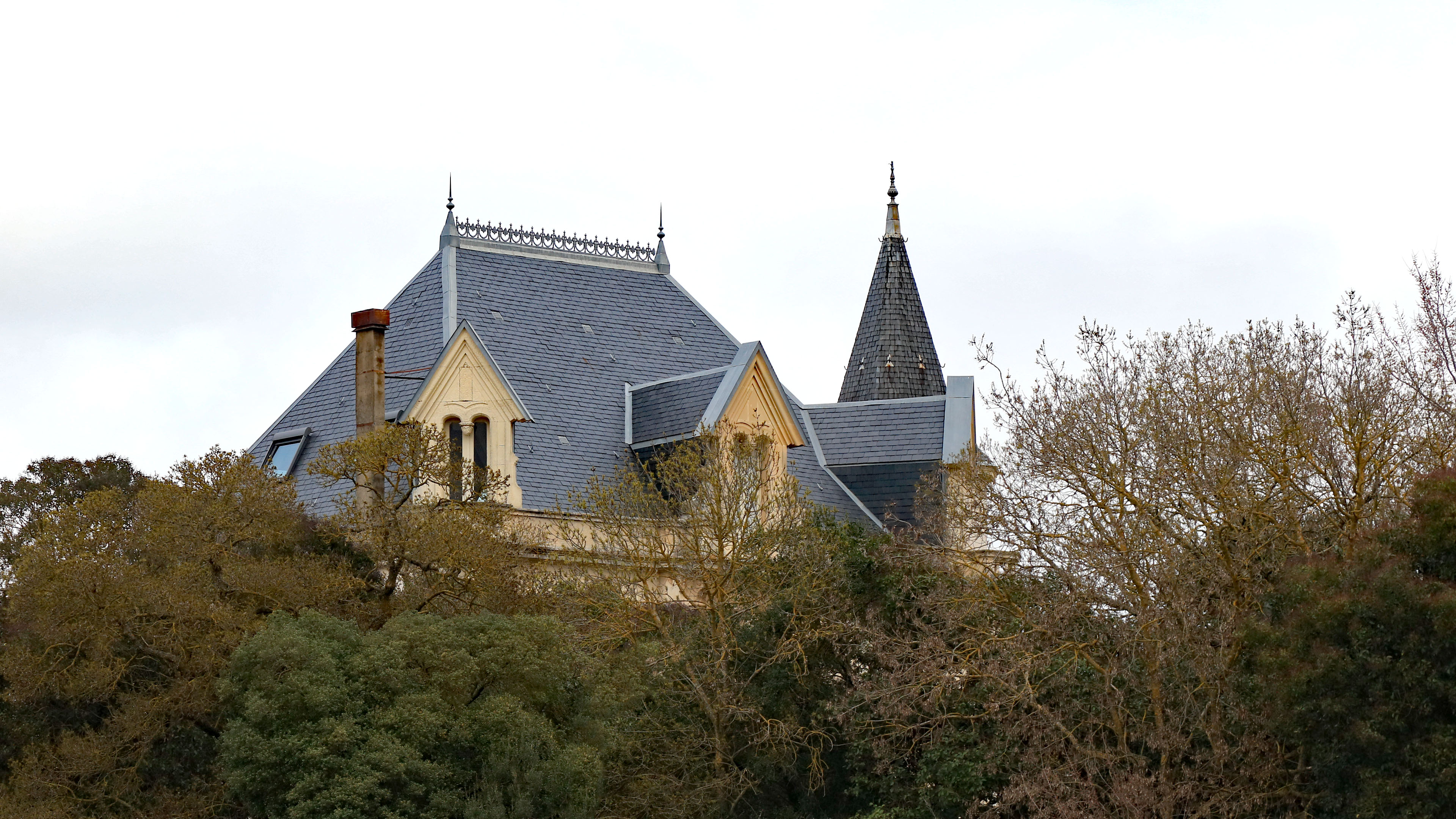
Le château.
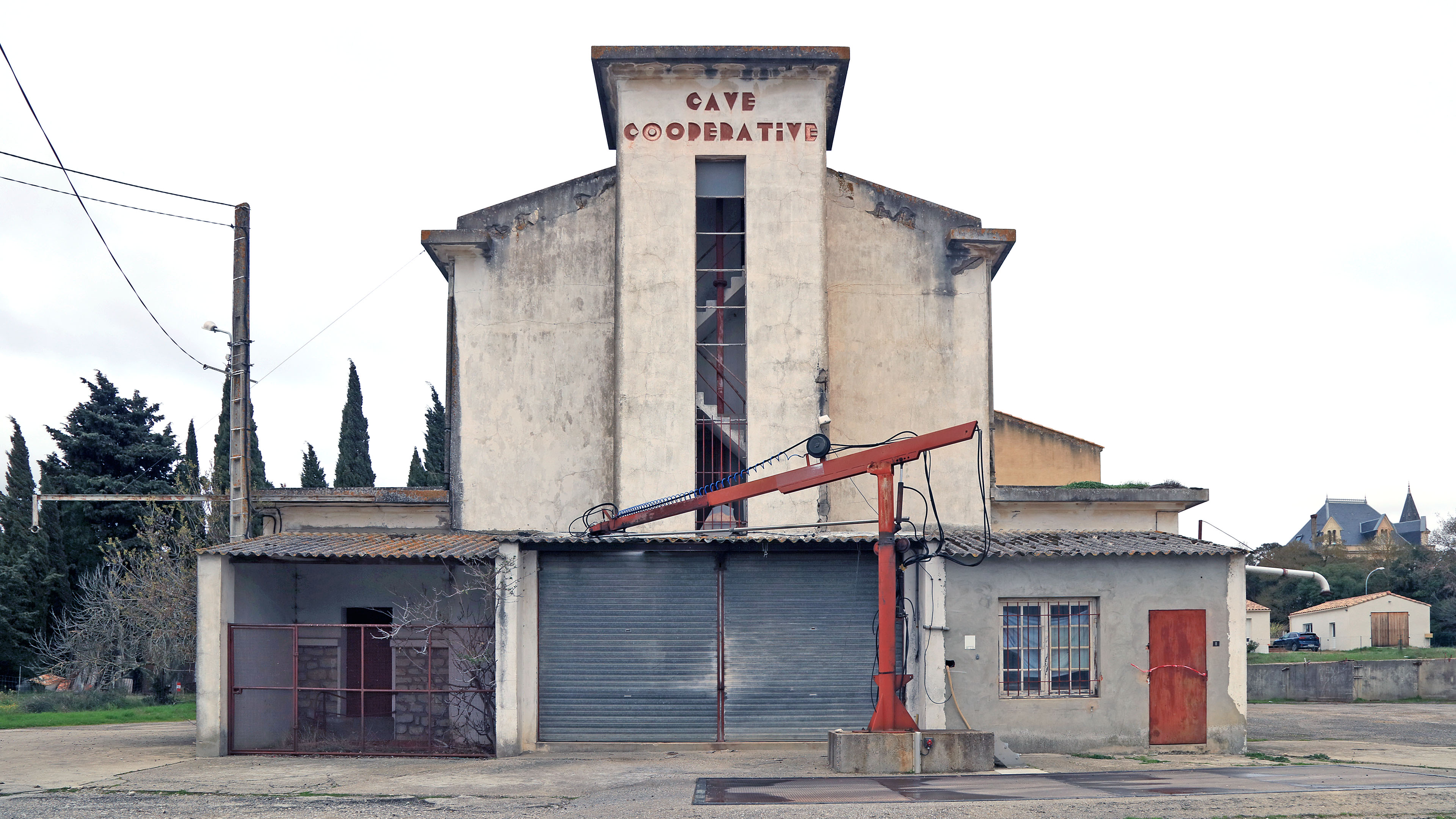
L'ancienne cave coopérative.

- Église Saint-Martin de Moussoulens. L'édifice est référencé dans la base Mérimée et à l'Inventaire général Région Occitanie[49].
- Chapelle de la Madeleine de Moussoulens.
- Château de Moussoulens.
- Camp militaire de Bertrandou, en partie situé sur la commune.

### Personnalités liées à la commune
- Charles de Fournas-Moussoulens, homme politique, né le 30 juin 1782 à Moussoulens (Aude), mort le 25 mai 1848 à Carcassonne (Aude).

### Héraldique
| Moussoulens | Son blasonnement est : D'or aux deux pals d'azur. |